# Vysoký Kámen (berg i Tjeckien, lat 50,08, long 16,66)
Vysoký Kámen är ett berg i Tjeckien. Det ligger i den östra delen av landet, 160 km öster om huvudstaden Prag. Toppen på Vysoký Kámen är 835 meter över havet.
Terrängen runt Vysoký Kámen är huvudsakligen kuperad, men västerut är den platt.Runt Vysoký Kámen är det ganska tätbefolkat, med 75 invånare per kvadratkilometer. Närmaste större samhälle är Lanškroun, 18,8 km söder om Vysoký Kámen. Omgivningarna runt Vysoký Kámen är en mosaik av jordbruksmark och naturlig växtlighet.